# László Markovits
Graf László Markovits von Spizza und Kisterpest (* 4. April 1970) ist ein ehemaliger ungarischer Tennisspieler und aktuell Präsident von Vasas Budapest.

## Karriere
Markovits war vor allem auf der zweitklassigen Challenger Tour erfolgreich. Im Doppel gewann er in seiner Karriere vier Challenger-Titel. Auf der ATP Tour gelang ihm sein bestes Resultat im Jahr 1995, als er in Umag seinen ersten und einzigen Finaleinzug feiern konnte. Gemeinsam mit David Ekerot unterlag er jedoch Javier Sánchez und Luis Lobo glatt mit 4:6, 0:6. Bei Grand-Slam-Turnieren kam er nie über die erste Runde hinaus.
Er nahm an gleich drei Olympischen Sommerspielen teil: 1988 in Seoul, 1992 in Barcelona und 1996 in Atlanta. 1988 trat er lediglich in der Doppelkonkurrenz mit Gábor Köves an und gewann direkt das Auftaktspiel gegen die Mexikaner Leonardo Lavalle und Agustín Moreno. In der zweiten Runde unterlagen sie den späteren Goldmedaillengewinnern Ken Flach und Robert Seguso aus den Vereinigten Staaten. 1992 rückte er als Ersatzspieler ins Feld der Einzelkonkurrenz nach, unterlag in der Auftaktrunde jedoch dem Niederländer Mark Koevermans in vier Sätzen. Markovits verletzte sich in diesem Spiel, sodass er nicht zur Doppelpartie an der Seite von Sándor Noszály antreten konnte. Im Jahr 1996 trat er wie bereits in Seoul nur in der Doppelkonkurrenz an, ebenfalls mit Köves. Sie schieden bereits in der ersten Runde gegen die Südafrikaner Ellis und Wayne Ferreira aus.
Markovits bestritt zwischen 1987 und 1997 insgesamt 18 Begegnungen für die ungarische Davis-Cup-Mannschaft. Während seine Einzelbilanz mit 1:7 Siegen negativ ist, ist seine Doppelbilanz mit 9:8 Siegen knapp positiv.

## Persönliches
Er ist der Sohn von Graf Kálmán Markovits, einem olympischen Goldmedaillengewinner im Wasserball, und Márta Balogh, die 1965 mit der ungarischen Frauen-Handballnationalmannschaft Weltmeister wurde.
Markovits ist der amtierende Präsident des ungarischen Fußball-Erstligisten Vasas Budapest.

## Erfolge
| Legende (Anzahl der Siege)  |
| Grand Slam                  |
| ATP World Tour Finals       |
| ATP World Tour Masters 1000 |
| ATP World Tour 500          |
| ATP World Tour 250          |
| ATP Challenger Tour (4)     |

### Doppel

#### Finalteilnahmen
| Nr. | Datum           | Turnier | Belag | Partner      | Finalgegner              | Ergebnis |
| --- | --------------- | ------- | ----- | ------------ | ------------------------ | -------- |
| 1.  | 28. August 1995 | Umag    | Sand  | David Ekerot | Luis Lobo Javier Sánchez | 4:6, 0:6 |